# 哈利莫諾韋
51°12′13″N 32°54′45″E / 51.20361°N 32.91250°E
哈利莫諾韋（烏克蘭語：Халимонове），是烏克蘭北部的村莊，隸屬切爾尼希夫州的尼任區。該村始建於1695年，面積0.15平方公里，海拔高度144米，2006年人口880，人口密度每平方公里5,827.8人。